# Storia del Texas

Bandiera-mappa del Texas

Le testimonianze scritte della storia del Texas ebbero inizio nel 1519, quando Alonso Álvarez de Pineda esplorò il nord della costa del golfo. Durante il periodo che va dal 1519 al 1865, il Texas subì la dominazione, intera o solo parziale di sei nazioni: Spagna, Francia, Messico, Repubblica del Texas, Stati Uniti d'America e Stati Confederati d'America.
Anche se Álvarez de Pineda rivendicò l'area dell'attuale Texas in nome della Spagna nel 1519, il primo insediamento europeo non fu stabilito fino al 1682, quando René Robert Cavelier de La Salle fondò per errore una colonia francese, Fort Saint Louis, vicino alla baia di Matagorda invece che alla foce del fiume Mississippi. La colonia fu di breve durata, ma la sua presenza motivò le autorità spagnole ad iniziare le attività di insediamento. Diverse missioni furono fondate nel Texas orientale, abbandonate poi nel 1691. Venti anni più tardi, preoccupati per la presenza francese nella vicina Louisiana, le autorità spagnole tentarono nuovamente di colonizzare lo Stato. Nel corso dei 110 anni seguenti, questa nazione europea fondò numerosi villaggi, presidi e missioni nella regione. I coloni subivano frequenti incursioni da parte di alcune tribù indigene, tra cui Apache Lipan, Comanche e Karankawa, mentre i confini del territorio erano oggetto di controversie con Francia e Stati Uniti, che sostenevano di essere i legittimi proprietari del Texas.
Quando la guerra d'indipendenza del Messico finì nel 1821, il Texas divenne una parte del Messico, che aveva appena ottenuto l'indipendenza. Per incoraggiare il popolamento le autorità messicane consentirono l'immigrazione dagli Stati Uniti e nel 1834 si stimò che oltre 30.000 anglosassoni vivevano qui, rispetto a solo 7.800 messicani. In parte in risposta alla trasformazione del governo messicano da un modello federalista a un governo centralizzato, i coloni residenti in questa regione diedero inizio alla cosiddetta rivoluzione texana nel mese di ottobre 1835. Il conflitto terminò nell'aprile del 1836, quando il presidente messicano Antonio López de Santa Anna venne catturato dopo la battaglia di San Jacinto. Nei nove anni successivi il Texas si autogovernò come una nazione indipendente, la Repubblica del Texas. Nel 1845 entrò a far parte degli Stati Uniti, divenendo il 28º Stato. Determinato a mantenere la schiavitù, nel 1861 il Texas dichiarò la propria secessione dagli USA per unirsi agli Stati Confederati d'America. Numerose battaglie della guerra di secessione americana furono combattute qui, ma la maggior parte dei reggimenti operarono in altre parti del Paese. Quando la guerra finì nel 1865, lo Stato subì una notevole ricostruzione post-bellica durata fino agli anni 1870.
Sino alla fine del XIX secolo le maggiori attività furono la produzione di cotone e l'allevamento di bestiame. Nel 1901 fu scoperto il petrolio e il conseguente Oil Boom trasformò in modo permanente l'economia del Texas, che iniziò il primo significativo sviluppo dopo la guerra civile. Essa continuò a crescere rapidamente, facendo divenire lo Stato il secondo più popolato nel 1994 e uno dei più diversificati dal punto di vista economico, con un crescente sviluppo nel settore dell'alta tecnologia.

## Epoca precolombiana

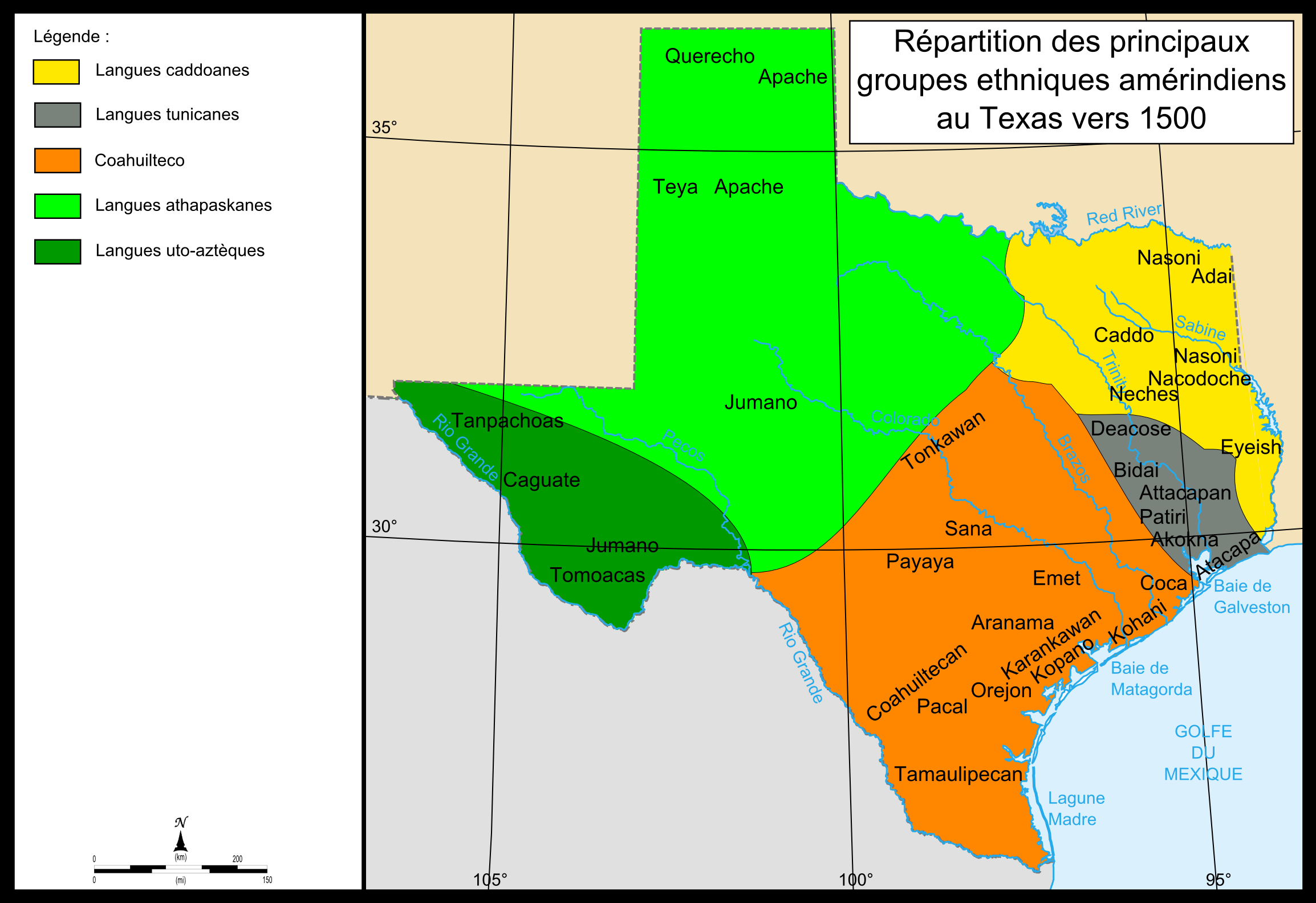
Distribuzione dei principali gruppi etnici in Texas all'inizio verso il 1500

La regione corrispondente all'attuale Texas era collocata alla congiunzione fra tre grandi sfere culturali: l'America settentrionale precolombiana, i nativi sud-occidentali e gli indiani delle pianure. La regione comprendeva soprattutto tre grandi culture indigene che raggiunsero il loro apice di sviluppo poco prima dell'arrivo degli esploratori europei, conosciute principalmente dall'archeologia. Queste erano:
- i Pueblo residenti lungo il corso superiore del Rio Grande, incentrata nel Texas occidentale;
- la cultura dei Mound Builders della regione del fiume Mississippi, situata nel Texas orientale e precursore della nazione Caddo;
- le civiltà del Mesoamerica, situate nel Texas meridionale. L'influenza della cultura di Teotihuacan del Messico settentrionale registrò il proprio apice intorno al 500 d.C., ma diminuì intorno all'VIII-X secolo.

Gli studiosi stimano che l'uomo comparve in Texas circa 11.200 anni fa. I paleoindiani che vissero qui durante il Pleistocene (tra il 9.200 e il 6.000 a.C.) possono presentare collegamenti con le culture Clovis e Folsom; questi nomadi cacciavano mammut e Bison latifrons utilizzando atlatl. Estraevano selce nelle cave di Alibates Flint, nella regione del Panhandle.
A partire dal III millennio a.C., la popolazione del Texas aumentò nonostante fosse in corso un notevole cambiamento climatico e l'estinzione dei mammiferi giganti. Molte incisioni rupestri sulle pareti delle caverne o sulle rocce sono visibili nel territorio dello Stato, soprattutto a Hueco Tanks e Seminole Canyon.
I nativi del Texas orientale cominciarono a stabilirsi in villaggi poco dopo il 500 a.C., praticando l'agricoltura e costruendo i primi tumuli per le sepolture. Essi furono influenzati dalla civiltà dei Mound Builders che viveva nel bacino del Mississippi. Nella zona del Trans-Pecos, le popolazioni vennero invece influenzate dalla cultura Mogollon.
A partire dall'VIII secolo d.C., l'arco e la freccia comparvero nella regione, la fabbricazione di ceramica si sviluppò maggiormente e i nativi americani aumentarono sempre di più la loro dipendenza dai bisonti per la sopravvivenza. Numerosi oggetti in ossidiana vennero trovati in vari siti texani, attestazione degli scambi commerciali con le culture presenti nell'attuale Messico e nelle Montagne Rocciose.
Nessuna cultura risultò quella dominante nella regione dell'odierno Texas e molti popoli diversi abitarono la zona. Tra le numerose tribù di indiani che vissero all'interno dei confini di questo Stato si ricordano Alabama, Apache, Atakapa, Bidai, Caddo, Coahuiltecan, Comanche, Cherokee, Choctaw, Coushatta, Hasinai, Jumano, Karankawa, Kickapoo, Kiowa, Tonkawa e Wichita. Il nome "Texas" deriva da táyshaʔ, che nella lingua Caddo degli Hasinai significa "amici" o "alleati".
I nativi americani determinarono il destino degli esploratori europei e dei coloni a seconda che una tribù fosse amichevole o bellicosa. Quelle amichevoli insegnarono ai nuovi arrivati come far crescere i prodotti agricoli locali, preparare cibi e cacciare la selvaggina. Le tribù bellicose invece rendevano la vita difficile e pericolosa per via dei loro attacchi e della resistenza alla conquista europea.
Alcuni membri rimanenti della tribù Choctaw vivono ancora oggi nella Mount Tabor Indian Community, nel Texas orientale. Attualmente, vi sono tre tribù di nativi americani riconosciute a livello federale e stanziate in questo Stato: gli Alabama-Coushatta (Alabama-Coushatta Tribes of Texas), i Kickapoo (Kickapoo Traditional Tribe of Texas) e la comunità di Ysleta Del Sur Pueblo (Ysleta Del Sur Pueblo of Texas).

## Prima esplorazione europea
Il primo europeo a giungere in Texas fu Alonso Álvarez de Pineda, che nel 1519 guidò una spedizione per conto del governatore della Giamaica, Francisco de Garay. Durante la ricerca di un passaggio tra il golfo del Messico e l'Asia. Álvarez de Pineda disegnò la prima mappa della costa del golfo settentrionale. Essa costituisce il più antico documento scritto della storia di questo Stato.
Tra il 1528 e il 1535, quattro superstiti della spedizione Narváez, compresi Álvar Núñez Cabeza de Vaca ed Estebanico, trascorsero sei anni e mezzo in Texas come schiavi e mercanti tra i vari popoli indigeni. Cabeza de Vaca fu il primo a esplorare l'interno del Texas.

## Texas francese

La bandiera della dinastia francese dei Borboni

Anche se Alonso Álvarez de Pineda e successivamente Hernando de Soto presero possesso dell'attuale Texas in nome della Spagna, il territorio rimase sostanzialmente ignorato per oltre 160 anni. La sua prima colonizzazione europea si verificò per caso. Nell'aprile 1682 l'esploratore francese René Robert Cavelier de La Salle rivendicò l'intera valle del Mississippi per il suo Paese l'anno seguente convinse re Luigi XIV di fondare una colonia vicino al fiume, in modo da dividere la Florida dagli altri domini spagnoli in Nuova Spagna

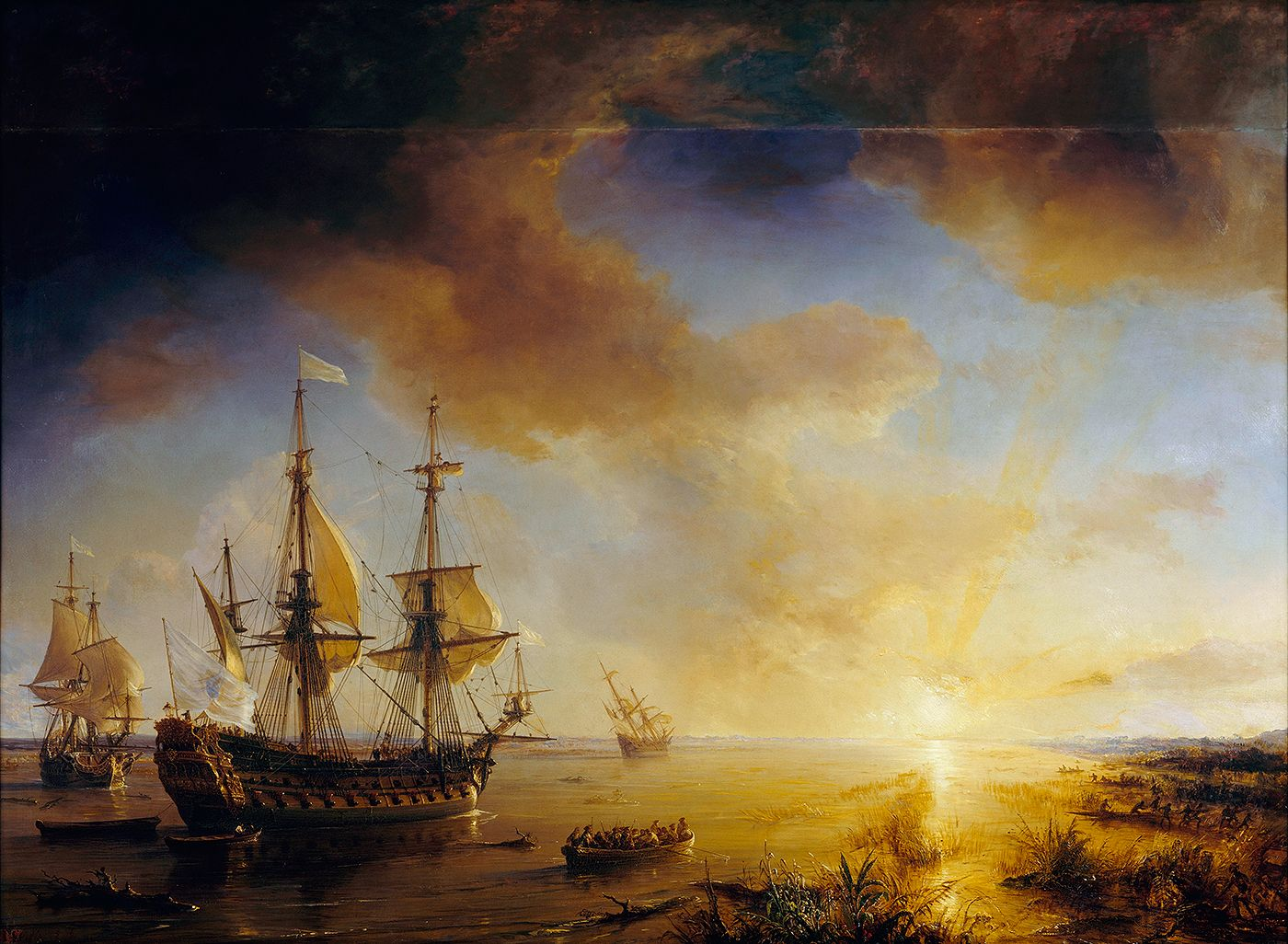
Spedizione di La Salle in Louisiana nel 1684, dipinto del 1844 di Jean Antoine Théodore de Gudin. Sono rappresentate le tre navi della missione: La Belle è a sinistra, Le Joly è al centro e L'Aimable è arenata sulla destra.

La spedizione di colonizzazione di La Salle lasciò la Francia il 24 luglio 1684 e ben presto perse una delle quattro navi in un attacco di corsari spagnoli Una combinazione di mappe imprecise, errore di calcolo precedenti relativi alla latitudine della meta e ipercorrezione della rotta per timore delle correnti del golfo, le imbarcazioni non riuscirono a giungere alla meta. Sbarcarono invece nella baia di Matagorda all'inizio del 1685, 644 km a ovest del Mississippi. Tra febbraio e marzo i coloni costruirono un forte temporaneo, cui fece seguito l'edificazione di Fort Saint Louis.
Dopo la costruzione dell'insediamento, una delle navi tornò in Francia e le altre vennero presto distrutte, bloccando i coloni in Texas. La Salle e i suoi uomini cercarono via terra il Mississippi, viaggiando invece a ovest fino al Rio Grande e a est fino al Trinity. Malattie e stenti logoravano la colonia, che i primi giorni di gennaio 1687 contava meno di 45 persone. Nello stesso mese una terza spedizione condusse un ultimo tentativo di trovare il Mississippi, ma dovette affrontare alcune lotte interne, durante le quali lo stesso La Salle fu assassinato in un'imboscata in un luogo non identificato del Texas orientale.
Gli spagnoli appresero la notizia della fondazione della colonia francese solo nel 1685. Considerando essa come una minaccia per le miniere e le rotte di navigazione, e nel consiglio di guerra di Carlo II si disse che «la Spagna necessitava di un'azione rapida per rimuovere quella spina inflitta nel cuore dell'America. Maggiore sarebbe stato il ritardo, tanto più grande le difficoltà nel realizzare i progetti». Non avendo idea di dove trovare La Salle, gli spagnoli inviarono un totale di dieci spedizioni via terra e mare durante i tre anni successivi. L'ultima scoprì l'esistenza di un disertore francese, Jean Gery, che viveva nel Texas meridionale con gli indiani Coahuiltecan.
Gery guidò gli spagnoli verso il forte francese, giungendovi alla fine dell'aprile 1689. Esso e le cinque rudimentali capanne che lo circondavano erano in rovina: alcuni mesi prima infatti gli indiani Karankawa si erano infuriati con i francesi poiché essi avevano rubato alcune canoe, pertanto l'insediamento era stato attaccato e distrutto. Solo quattro ragazzi furono risparmiati.

## Texas spagnolo
"Texas spagnolo" è il nome dato dagli studiosi al periodo della storia del Texas tra il 1690 e il 1821, quando questo Stato appartenne all'Impero spagnolo.

## Texas messicano
"Texas messicano" è il nome dato dagli storici al periodo della storia del Texas tra il 1821 e il 1836, quando questo Stato appartenne al Messico. In questo periodo vi fu una forte immigrazione in Texas da parte di coloni statunitensi, cosa che avrebbe portato alla rivoluzione texana.

## Rivoluzione texana

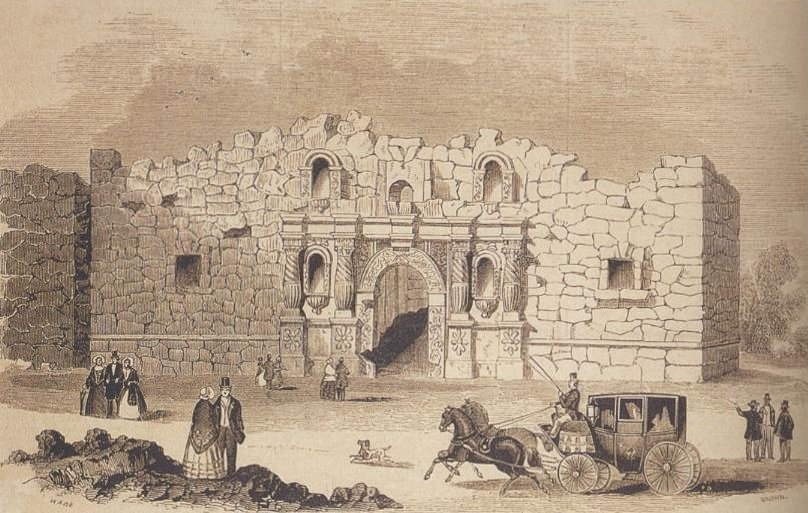
La missione di Alamo dopo la battaglia, in un disegno del 1854

Gli incerti disordini scoppiarono in un conflitto armato il 2 ottobre 1835 nella battaglia di Gonzales, quando i texani respinsero un tentativo messicano di impossessarsi di un piccolo cannone. Questo diede inizio alla rivoluzione del Texas, e durante i tre mesi successivi i texani sconfissero con successo tutte le truppe nemiche nella regione.
Il 2 marzo 1836 i texani firmarono la Dichiarazione d'Indipendenza a Washington-on-the-Brazos, creando di fatto la Repubblica del Texas. La rivolta fu giustificata come necessaria per proteggere i diritti fondamentali e perché il Messico aveva annullato il patto federale. I coloni sostennero che il Messico li aveva invitati a trasferirsi nella regione ed essi erano determinati a «usufruire delle istituzioni repubblicane a cui erano abituati nella loro terra natale, gli Stati Uniti d'America».
Molti dei coloni del Texas credettero che la guerra fosse finita e abbandonarono l'esercito dopo l'iniziale sequenza di vittorie. Le truppe rimanenti erano in gran parte avventurieri appena arrivati provenienti dagli Stati Uniti; secondo lo storico Alwyn Barr, il gran numero di volontari statunitensi «contribuì a far credere al Messico che l'opposizione texana derivasse da influenze esterne». Il congresso messicano rispose a questa minaccia, autorizzando l'esecuzione di qualsiasi straniero trovato a combattere in Texas; non ci sarebbe stato alcun prigioniero di guerra.
Fin dal 27 ottobre il presidente messicano Antonio López de Santa Anna si preparò per sedare i disordini in Texas. Nei primi mesi del 1836 condusse personalmente un esercito di 6.000 uomini verso la provincia ribelle. Al Rio Grande le truppe messicane si divisero; Santa Ana condusse la parte più grossa a San Antonio de Bexar per assediare la missione di Alamo, mentre il generale José de Urrea portò i soldati rimanenti fino alla costa del Texas. Urrea presto sconfisse la resistenza dei ribelli lungo la costa, che si concluse con il massacro di Goliad, in cui 300 prigionieri di guerra texani furono giustiziati. Dopo tredici giorni di assedio, le forze di Santa Ana sopraffecero i quasi 200 texani a difesa di Alamo. «Ricordatevi di Alamo!» (in inglese «Remember the Alamo!») divenne il grido di battaglia della rivoluzione del Texas.
La notizia delle sconfitte provocò la cosiddetta Runaway Scrape, in cui gran parte della popolazione e il governo provvisorio del Texas fuggirono a est, lontano dal dell'esercito messicano che si avvicinava. Molti coloni raggiunsero l'esercito, ora al comando del generale Sam Houston. Dopo diverse settimane di manovre tattiche, il 21 aprile 1836 l'esercito ribelle attaccò le forze di Santa Ana nella battaglia di San Jacinto, vicino all'odierna città di Houston. Santa Ana fu catturato e costretto a firmare i trattati di Velasco, che posero fine alla guerra.

## Repubblica del Texas

La Repubblica del Texas. Gli attuali confini degli Stati Uniti sono segnati in bianco

Nel settembre 1836 Sam Houston fu eletto primo presidente della Repubblica del Texas.
Il primo Congresso  si riunì nell'ottobre 1836 a Columbia (oggi West Columbia). Stephen Fuller Austin, conosciuto come il «padre del Texas», morì il 27 dicembre 1836, due mesi dopo aver prestato servizio come Segretario di Stato per la nuova repubblica. Nel 1836, cinque città vennero utilizzate come capitali temporanee del Texas (Washington-on-the-Brazos, Harrisburg, Galveston, Velasco e Columbia); l'anno seguente presidente Houston spostò la capitale a Houston. Nel 1839, la capitale fu trasferita nella nuova città di Austin per opera del successivo presidente Mirabeau Bonaparte Lamar.
La politica interna della repubblica era basata sul conflitto tra due fazioni. La parte nazionalista, guidata da Mirabeau B. Lamar, difendeva l'indipendenza del Texas, l'espulsione dei nativi americani e l'espansione verso l'Oceano Pacifico. I loro avversari, guidata da Sam Houston, auspicavano invece l'annessione del Texas agli Stati Uniti e la coesistenza pacifica con i popoli locali.
Anche se il Texas si autogovernava, il Messico si rifiutò di riconoscere la sua indipendenza. Il 5 marzo 1842, un esercito messicano di oltre 500 uomini, guidato da Rafael Vázquez, invase il territorio per la prima volta dopo la rivoluzione. Ben presto tornarono indietro al Rio Grande, dopo una breve occupazione di San Antonio. In seguito 1.400 soldati messicani, guidati dal generale francese mercenario Adrián Woll, lanciarono un secondo attacco e catturato la città di San Antonio l'11 settembre 1842. Una milizia texana li sconfisse successivamente nella battaglia di Salado Creek, ma anche quest'ultima perse poi contro i soldati nemici e gli indiani Cherokee (massacro di Dawson, 18 settembre). L'esercito messicano abbandonò poi San Antonio.
Gli attacchi messicani intensificarono il conflitto tra le fazioni politiche in un incidente noto come guerra dell'archivio del Texas (in inglese Texas Archive War). Per "proteggere" gli archivi nazionali del Texas, il governatore Sam Houston li portò via da Austin. I residenti nella città, sospettando che Houston si comportasse così per disprezzo verso la capitale, costrinsero con la forza a far rimanere gli archivi dov'erano. Il Congresso del Texas ammonì Houston per l'episodio, che avrebbe solidificato Austin come la sede del governo per la repubblica e il futuro Stato.

## Annessione

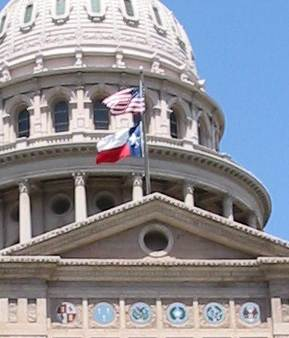
La bandiera degli Stati Uniti d'America e quella del Texas sul Campidoglio di Austin

Il 28 febbraio 1845 il Congresso degli Stati Uniti approvò una legge che avrebbe autorizzato gli Stati Uniti ad annettersi la Repubblica del Texas e il 1º marzo il presidente statunitense John Tyler sottoscrisse il disegno di legge. Il documento stabilì la data di annessione per il 29 dicembre dello stesso anno. Il 13 ottobre, la maggioranza degli elettori della repubblica approvò una proposta di costituzione che approvava in modo specifico la schiavitù e la tratta degli schiavi. Questa costituzione fu poi accettata dal Congresso, rendendo il Texas uno Stato federato nello stesso giorno in cui l'annessione entrò in vigore (saltando quindi una fase del processo).
La risoluzione dell'annessione è stata oggetto di alcune errate convinzioni storiche — principalmente, che la risoluzione era un trattato tra Stati sovrani, e concedeva al Texas il diritto esplicito di staccarsi dal Messico. Questo era un diritto considerato da alcuni valido per tutti gli Stati dell'epoca, e fino al termine della guerra civile. Comunque, nessun diritto simile era esplicitamente dichiarato nella risoluzione. Essa tuttavia comprendeva due disposizioni uniche: in primo luogo, dava al nuovo Stato del Texas il diritto di dividersi in ben cinque parti (una proposta mai presa seriamente in considerazione). In secondo luogo, il Texas non doveva consegnare le proprie terre pubbliche al governo federale. Quindi i soli terreni di proprietà del governo federale in Texas vennero effettivamente acquistati dall'amministrazione federale, e i vasti giacimenti di petrolio scoperti nei territori demaniali fornirono un importante flusso di entrate per le università statali.

## Guerra messico-statunitense
Il governo messicano aveva da tempo avvisato che l'annessione avrebbe significato la guerra con gli Stati Uniti. Quando il Texas divenne uno Stato degli USA, il governo messicano ruppe le relazioni diplomatiche con questi. Gli Stati Uniti sostennero il Texas quando reclamò il possesso di tutte le terre a nord del Rio Grande e ciò provocò una controversia con il Messico. Nel giugno del 1845 l'allora presidente James Knox Polk inviò il generale Zachary Taylor in Texas; entro ottobre circa 3.500 statunitensi erano nei pressi del fiume Nueces, pronto a difendere lo Stato da un'invasione messicana. Il 10 novembre 1845, Polk mandò John Slidell, un rappresentante segreto, a Città del Messico con una offerta di 25 milioni di dollari per una sponda del Rio Grande in Texas e al Messico le province di Alta California e Santa Fe de Nuevo México.